# ادریس قشلاق
ادریس قشلاق (به ترکی آذربایجانی: İdrisqışlaq) یک منطقه مسکونی در جمهوری آذربایجان است که در شهرستان قوبا واقع شده است. ادریس قشلاق ۲۵۲ نفر جمعیت دارد.